# Lotto

Il logo del Lotto

Il gioco del lotto (o semplicemente lotto) è un gioco d'azzardo che consiste nell'estrazione di cinque numeri tra 1 e 90, con premio per coloro che ne indovinano almeno uno.
Dal punto di vista matematico il gioco del lotto è fortemente non equo poiché in caso di vincita non viene corrisposta una somma rapportata alla probabilità di vincita.
Il gioco è disciplinato dalla Legge 2 agosto 1982, n. 528 e dal Decreto del presidente della Repubblica 16 settembre 1996, n. 560 e dalle successive modifiche introdotte con la legge finanziaria del 2004, entrate in vigore il 1º gennaio 2005.
La sua gestione è affidata all'Ispettorato Generale per il Lotto e le Lotterie presso il Ministero dell'economia e delle finanze. La gestione della raccolta delle giocate e dei pagamenti delle vincite è affidata in concessione a Lottomatica, dal 2021 denominata IGT Lottery.

## Storia
Talora si è fatto derivare il gioco del lotto dalle lotterie, ma queste hanno natura diversa dal lotto. Mentre più pertinente è il riferimento alle scommesse che, già nel medioevo, si praticavano sull'elezione di vari magistrati o dei pontefici. 
Quel che è certo è che il gioco del lotto, in una forma molto simile a quella ancor oggi esistente, ebbe la sua origine a Genova. Qui nel 1576 le Leges novae stabilirono che due volte all'anno si sorteggiassero cinque membri della nobiltà cittadina per rinnovare i Serenissimi Collegi, cioè la massima autorità di governo: e su quei cinque nomi si iniziò fin da subito a scommettere secondo modalità che prefiguravano quelle del moderno gioco, a Genova chiamato gioco del seminario in quanto i nomi degli elegibili venivano imbussolati in un'urna detta appunto seminario. La Repubblica genovese dapprima cercò di vietare tali scommesse, ma infine nel 1644 le rese legali e ne appaltò la gestione, traendone cospicui introiti per le casse pubbliche. Da allora la popolarità del "lotto all'uso di Genova" non fece che crescere, prima in patria, poi nel resto d'Italia e infine in altri stati europei. Inizialmente si scommetteva su 120 nomi, poi attraverso successivi mutamenti si giunse alla forma attuale del sorteggio su 90 numeri.
Negli altri Stati italiani e, in particolare, nello Stato Pontificio, il gioco del lotto era osteggiato per motivazioni di ordine morale: praticato ancora sotto papa Alessandro VII, fu successivamente soppresso; venne ripristinato da papa Clemente XI e di nuovo abolito da Innocenzo XI (1676 e 1685). Nel 1728 Benedetto XIII rinnovò la soppressione, arrivando addirittura a minacciare la scomunica per chiunque vi avesse partecipato, ma tre anni dopo il gioco fu riammesso dal suo successore. Il 9 dicembre 1731, infatti, papa Clemente XII emanò il motu proprio che permetteva il gioco nello Stato ecclesiastico "con nuovo metodo, e diverso da quello che si praticò in passato".
A Venezia i cinque numeri del gioco del lotto vengono estratti per la prima volta il 5 aprile 1734 sotto l'egida del governo della Repubblica. Nel resto d'Italia la liceità del gioco del lotto viene ammessa gradualmente e trova via via una regolamentazione ufficiale: considerati i notevoli introiti derivanti dalle giocate, i vari Stati sovrani italiani pongono il gioco sotto il proprio monopolio.
Uno strumento di grande diffusione del gioco tra XVIII e XIX secolo sono gli almanacchi, libretti a vastissima diffusione che riportano le serie dei numeri estratti e l'indicazione dei numeri da giocare. Tra i titoli più popolari che introducono inserti dedicati al lotto, sul modello del cinquecentesco Almanacco perpetuo di Rutilio Benincasa, c'è il Nuovo dilucidario della buona fortuna di Napoli e il Barbanera di Foligno.
In breve gli "specchietti" o "cabalette", piccole composizioni poetiche, giochi di parole e indovinelli pronosticanti i numeri fortunati, diventano presenza costante negli almanacchi e preludono a pubblicazioni monografiche interamente dedicate al lotto, pubblicazioni che iniziano a comparire alla fine dell'Ottocento.
Anche altre pubblicazioni di carattere popolare, come i pianeti della fortuna in voga dalla metà del XIX secolo alla metà del XX, contribuirono alla conoscenza del gioco: distribuiti per fiere e mercati da un pittoresco venditore ambulante che attirava la clientela esibendo un pappagallo dai colori sgargianti che pescava da un bussolotto, su richiesta, un foglietto con pronostici e le serie dei numeri fortunati per il gioco, furono uno strumento di rapida veicolazione dei principi del lotto.
Il gioco del lotto genovese arrivò Napoli intorno al 1680, ma dopo soltanto cinque anni fu abolito per le risse e le violenze che scatenava; fu ripristinato nel 1713, con cadenza semestrale, per essere dopo poco di nuovo sospeso, ma, considerato il danno economico per lo stato che ne derivava, venne poi nuovamente autorizzato; infatti nel 1771 il lotto era praticato con grande intensità dal popolo napoletano e, come riferisce il Galante, fruttava alle casse del regno borbonico ben 560.000 ducati; fu, infine, con il decreto del 6 agosto 1839 che si giunse alla legislazione ufficiale dei “reali lotti”, con estrazioni settimanali.
Nel 1863 ormai il gioco del lotto è diffuso in tutta l'Italia e da quell'anno viene giocato su 6 differenti ruote (Firenze, Milano, Napoli, Palermo, Torino e Venezia) che arriveranno a 7 nel 1871, dopo l'annessione di Roma all'Italia, e a 8 nel 1874 con l'introduzione della ruota di Bari. La struttura a 10 ruote viene inaugurata l'8 luglio 1939 con l'introduzione delle ruote di Cagliari e Genova: infine l'introduzione della ruota Nazionale (11ª ruota) risale al 4 maggio 2005.
Le estrazioni, un tempo limitate a due o tre all'anno, si fanno più frequenti diventando quindicinali nel 1807, settimanali nel 1871, bisettimanali nel 1997  trisettimanali nel 2005 e nel 2024 quadrisettimanali (martedì, giovedì, venerdì e sabato).

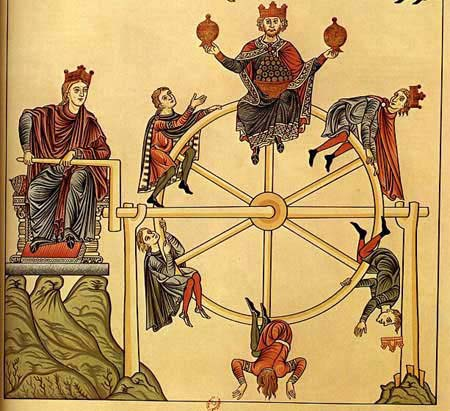
La ruota della fortuna (miniatura del XII secolo)

La prima estrazione a 7 ruote, avvenuta il 7 gennaio 1871, è la seguente:
| Ruota   | Estrazioni | Estrazioni | Estrazioni | Estrazioni | Estrazioni |
| Ruota   | 1ª         | 2ª         | 3ª         | 4ª         | 5ª         |
| ------- | ---------- | ---------- | ---------- | ---------- | ---------- |
| Firenze | 15         | 71         | 18         | 64         | 81         |
| Milano  | 63         | 69         | 56         | 9          | 55         |
| Napoli  | 36         | 22         | 73         | 24         | 31         |
| Palermo | 72         | 58         | 86         | 77         | 14         |
| Roma    | 42         | 33         | 20         | 18         | 79         |
| Torino  | 2          | 9          | 63         | 27         | 4          |
| Venezia | 29         | 52         | 31         | 80         | 7          |

### Etimologia
La parola "lòtto" deriverebbe dal proto-germanico khlutom, mutato successivamente nel francese lot, vocabolo inteso come eredità nel XVI secolo, e che poi significherà "porzione" o anche "sorte". Il termine, giunto nella penisola iberica, è documentato come lote in spagnolo e loto in portoghese. Il verbo francese lotir, inoltre, significa "dividere la sorte" o "assegnare la sorte". 
Analogo lemma si ritrova nell'antico inglese hlot ("cosa toccata in sorte"), cui corrispondono Los nel tedesco moderno e lot nel danese. È prevalente la teoria secondo cui il termine arriva in Francia dal mondo germanico e, più specificamente, dalla lingua gotica (in epoca visigotica), diffondendosi poi negli altri paesi dell'area romanza.

## Estrazioni statali
Consiste in quattro estrazioni settimanali (martedì, giovedì, venerdì e sabato) che vengono effettuate a partire dalle ore 20:00 per undici ruote: Bari, Cagliari, Firenze, Genova, Milano, Napoli, Palermo, Roma, Torino, Venezia e Nazionale. Precedentemente al 16 giugno 2009 le estrazioni avvenivano contemporaneamente nelle dieci città italiane, una per ogni ruota, tranne Roma in cui si estraeva l'omonima ruota e quella Nazionale. Da allora le estrazioni avvengono a Roma (per le ruote Roma, Cagliari, Firenze e Nazionale), Milano (per le ruote di Milano, Genova, Torino e Venezia) e Napoli (per le ruote di Napoli, Bari e Palermo).
Per ogni ruota vengono estratti 5 numeri tra l'1 e il 90 senza reimmissione nell'urna. L'estrazione è effettuata su tutte le ruote attraverso un'urna meccanica che mischia le palline con un getto di aria compressa e le cattura con una nicchia rotante ai bordi dell'urna. Le estrazioni avvengono secondo le modalità descritte nel Decreto direttoriale prot. n. 2010/4500/Giochi/LTT dell'8/2/2010 - Procedura per estrazioni del gioco del lotto con urne elettroniche. In passato si utilizzava un'urna fatta girare a mano con una manovella da cui un bambino bendato pescava i bussolotti con i numeri.

## Combinazioni vincenti
Il gioco consiste nello scommettere sui numeri estratti sulle varie ruote.
Si può scommettere su una ruota, su più ruote o su tutte le ruote:
ambata, o "estratto semplice",
ovvero un solo numero (l'ordine di estrazione non conta);
estratto determinato,
ovvero un numero e la posizione in cui viene estratto;
ambo,
ovvero due numeri;
terno,
ovvero tre numeri;
quaterna,
ovvero quattro numeri;
cinquina,
ovvero cinque numeri.
Si possono giocare fino a 10 numeri sulla stessa scheda. La vincita è pagata a quota fissa e dipende da quanti numeri sono stati indovinati, da cosa si è giocato e da quanti numeri sono stati messi in gioco.

## Vincite e probabilità
La probabilità che esca un numero su una determinata ruota è di 1 su 18. La vincita pagata da Lottomatica, unica concessionaria ufficiale del gioco del Lotto, ammonta a 11,232 volte la posta. Da questa vincita deve essere sottratta la trattenuta fiscale. In particolare nel testo del Decreto Legge 50/2017 all’articolo 6 è previsto che la tassazione applicata alle vincite al lotto a partire dal 1º ottobre 2017 passa dal 6% all’8%.
Nella seguente tabella viene indicata la vincita di una giocata (estrazione di cinque numeri) che si ottiene giocando 1 euro su 1 ruota e vedendo estratti tutti i numeri giocati, nonché i valori del rapporto fra vincita equa e vincita reale.
| Numeri giocati | Numeri indovinati | Vincita lorda (euro) | Probabilità di vincita                             | Vincita equa/Vincita reale |
| 1              | 1                 | 11,23                | {\displaystyle {\frac {1}{18}}=5,55\%}             | 1,6                        |
| 2              | 2                 | 250                  | {\displaystyle {\frac {1}{400,5}}=0,25\%}          | 1,6                        |
| 3              | 3                 | 4500                 | {\displaystyle {\frac {1}{11748}}=0,0085\%}        | 2,61                       |
| 4              | 4                 | 120 000              | {\displaystyle {\frac {1}{511038}}=0,000195\%}     | 4,26                       |
| 5              | 5                 | 6 000                | {\displaystyle {\frac {1}{43949268}}=0,00000227\%} | 7,32                       |

La tabella evidenzia che il gioco del lotto è un gioco  "non equo", laddove per gioco equo si intende un gioco che paga al vincitore una vincita pari alla posta moltiplicata per l'inverso della probabilità di vincita; in questo caso, per 1 euro di posta giocato, 18 € per un'"ambata" (estratto semplice). Si può notare che l'"iniquità" del gioco cresce al crescere della "difficoltà" del gioco in quanto il rapporto vincita equa/vincita reale cresce con il crescere della "difficoltà". Se si considera che sulla vincita vi è una trattenuta, i valori di questi rapporti sono ancora più alti.
In generale giocando su N ruote (1 ≤ N ≤ 10) la vincita lorda risultante è quella indicata in tabella divisa per N. Giocando M numeri (1 ≤ M ≤ 10) la vincita risultante è quella indicata in tabella divisa per il numero delle combinazioni che si ottengono combinando tra loro X elementi (dove X vale 1, 2, 3, 4, 5 a seconda che si giochi per ambata, ambo, terno, quaterna, cinquina) su M posizioni; in formula:
{\displaystyle {\frac {\mbox{Vincita lorda}}{M \choose X}}}
dove {\displaystyle {M \choose X}={\frac {M!}{X!(M-X)!}}} è il coefficiente binomiale.
Nel caso più generale, giocando M numeri su N ruote la vincita risultante è
{\displaystyle {\frac {\mbox{Vincita lorda}}{M \choose X}}\cdot {\frac {1}{N}}}
Con una sola schedina la vincita massima lorda consentita è 6 milioni di euro.

### Vincite record
Nove sono state le vincite che finora in Italia hanno superato il milione di euro al gioco del Lotto.
1. Cinquina da 4 241 160 € realizzata a Bologna l'8 maggio 2025, con 10 ambi, 10 terni, 5 quaterne, puntata 5 €.
2. Cinquina da 3 124 750 € realizzata a Villa Agnedo (Trento) il 7 gennaio 2014
3. Cinquina da 3 069 500 € realizzata a Barcellona Pozzo di Gotto (Messina) nel gennaio 2007
4. Cinquina da 3 064 750 € realizzata a Roma nel settembre 2007
5. Cinquina da 3 062 375 € realizzata a Siano (Salerno) il 10 luglio 2008
6. Cinquina da 3 062 250 € realizzata a Surbo (Lecce) nell'aprile 2005
7. Cinquina da 3 031 250 € realizzata a Vernole (Lecce) il 14 febbraio 2008
8. Quaterna da 2 400 000 € realizzata a Morgano (Treviso) il 10 giugno 2008
9. Quaterna da 2 000 000 € realizzata a Roma il 5 settembre 2009 (il giocatore ha centrato una quaterna sulla ruota di Roma dove aveva puntato 10 euro, il resto della vincita è stato realizzato dai terni su cui ha puntato 190 euro).

## Numeri ritardatari
In presenza di un'estrazione non truccata su una data ruota ogni numero ha una probabilità fissata di uscire, pari a 1 su 90 per il primo, 1 su 89 per il secondo e così via fino all'1 su 86 del quinto numero estratto (ciò poiché ogni numero viene estratto singolarmente e non c'è la reimmissione nell'urna dei numeri già estratti). Una certa cinquina ha quindi probabilità data dalla combinazione di queste singole probabilità, ed è pari a 90·89·88·87·86 / 120 = 1 su 43.949.268
Sulla base di questa premessa è evidente che giocare sui ritardatari è privo di senso: il fatto che un numero non sia uscito per molte estrazioni precedenti non aumenta in nessun modo la probabilità che venga estratto alla successiva estrazione. Nonostante la persistente popolarità della "teoria dei ritardatari", nessuno è in grado di prevedere numeri estratti con maggiore probabilità di successo di un giocatore completamente "casuale".
Gli appassionati al gioco sui numeri "ritardatari" si basano sui precedenti della storia del lotto. La probabilità che un dato numero esca almeno una volta nell'arco di 18 estrazioni è all'incirca del 64%. La serie storica dice che un ritardo medio-massimo per un estratto arriva alle 90 estrazioni, raramente oltre le 140 estrazioni, dieci volte soltanto ha superato le 190 e di queste solo quattro volte ha superato le 200 nei 135 anni di storia del lotto moderno. Dal 1871 ad oggi un numero è uscito con un ritardo di 202 estrazioni il 23 agosto 1941, un altro con un ritardo di 202 estrazioni il 25 luglio 2017, un altro con un ritardo di 204 il 1º aprile 2006 e un altro ancora, il 53 sulla ruota Nazionale uscito nell'estrazione del 24 gennaio 2017, ha raggiunto la quota record di 257 estrazioni. Queste osservazioni e questi fatti non contraddicono le conclusioni precedenti. Il fatto che l'evento "ritardo per 200 estrazioni del numero x" sia molto improbabile non implica che, una volta avvenuti 199 ritardi di x, esso abbia probabilità maggiore di 1/18 di uscire nell'estrazione successiva. L'evento "il numero scelto non viene estratto in una successione fissata di 200 estrazioni", per quanto improbabile, ha probabilità 17 volte maggiore dell'evento "il numero scelto non esce per 199 volte e viene estratto alla duecentesima". Indipendentemente da quale strategia venga adottata, la probabilità di andare in perdita aumenta esponenzialmente in funzione delle giocate effettuate: la stragrande maggioranza dei giocatori è destinata ad andare in perdita ed è su questo presupposto che si basano tutti coloro che propongono dei giochi d'azzardo, società pubblica o privata che lo organizzi. In altri termini per ogni singolo turno d'estrazione, il monte complessivo delle puntate è di norma superiore alle vincite pagate e non potrebbe essere altrimenti data l'iniquità nel pagare le vincite in rapporto alla probabilità e quindi, come si dice, "il banco vince sempre": per poter affermare che il banco "salta" in occasione dell'uscita di un "centenario" occorre dimostrare che l'ammontare complessivo delle giocate su quel numero in quel concorso e in tutti i concorsi precedenti l'uscita sia inferiore alle vincite.

## Trucchi e brogli
Certamente l'unica possibilità per vincere a colpo sicuro consiste nel truccare le estrazioni. Voci e sospetti su trucchi o brogli in tutti i giochi d'azzardo e in particolare nel lotto non sono mai mancati, a torto o a ragione. Una truffa venne ideata alla fine degli anni ottanta, quando esisteva ancora il vecchio sistema delle palline: il bambino incaricato dell'estrazione veniva addestrato a riconoscere alcune palline che erano state lucidate di più rispetto alle altre. Il piano venne scoperto alla fine degli anni novanta. Si sospetta che estrazioni 'pilotate' siano avvenute in Lombardia, soprattutto nella zona di Milano dove si sono registrate con insospettata frequenza plurivincite di ambi ed estratti semplici. Oggi la sicurezza delle operazioni di estrazione è garantita da sistemi di controllo e notifica dell'Amministrazione Autonoma dei Monopoli di Stato.

## I 10 numeri più ritardatari
| Numero | Ruota     | Estrazioni di ritardo | Data di uscita |
| ------ | --------- | --------------------- | -------------- |
| 53     | Nazionale | 257                   | 24-1-2017      |
| 76     | Cagliari  | 210                   | 27-1-2018      |
| 34     | Cagliari  | 203                   | 1-4-2006       |
| 8      | Roma      | 201                   | 23-8-1941      |
| 21     | Bari      | 201                   | 25-7-2017      |
| 78     | Bari      | 201                   | 8-3-2024       |
| 82     | Firenze   | 198                   | 4-12-2018      |
| 55     | Bari      | 196                   | 12-3-1960      |
| 82     | Bari      | 193                   | 27-11-1943     |
| 71     | Cagliari  | 191                   | 26-6-1971      |
| 67     | Venezia   | 191                   | 18-10-1924     |

## Nuovo "10eLotto"

Il logo del 10eLotto

È un nuovo gioco legato al Lotto, nato il 28 luglio 2009; su una schedina si scelgono da 1 a 10 numeri dall'1 al 90 e si può anche scegliere tra "estrazione immediata", "estrazione del Lotto" ed "estrazione ogni 5 minuti."
Nell'estrazione immediata, contestualmente alla convalida della giocata il terminale estrarrà casualmente 20 numeri. Invece nell'estrazione del Lotto la combinazione vincente viene determinata dai primi due numeri delle ruote del Lotto, esclusa la ruota Nazionale; in caso di numeri ripetuti si partirà dalla terza colonna iniziando dalla ruota di Bari e proseguendo in ordine alfabetico.
Dal 15 dicembre 2009 si può anche giocare con la modalità "estrazione ogni 5 minuti" dove dalle 0.00 alle 24:00 di ogni giorno ogni 5 minuti vengono estratti 20 numeri. L'estrazione è verificabile sul monitor all'interno delle ricevitorie abilitate che ad oggi sono circa 30.000 su tutto il territorio nazionale oppure dall'applicazione ufficiale My Lotteries (scaricabile su www.mylotteries.it).
In questo gioco si possono giocare da 1 € a 200 €.

### Montepremi per numeri giocati
| Numeri indovinati | Vincita netta (euro) |
| ----------------- | -------------------- |
| 1                 | 3                    |

| Numeri indovinati | Vincita netta (euro) |
| ----------------- | -------------------- |
| 2                 | 14                   |
| 1                 | 0                    |

| Numeri indovinati | Vincita netta (euro) |
| ----------------- | -------------------- |
| 3                 | 45                   |
| 2                 | 2                    |

| Numeri indovinati | Vincita netta (euro) |
| ----------------- | -------------------- |
| 4                 | 90                   |
| 3                 | 10                   |
| 2                 | 1                    |

| Numeri indovinati | Vincita netta (euro) |
| ----------------- | -------------------- |
| 5                 | 140                  |
| 4                 | 15                   |
| 3                 | 4                    |
| 2                 | 1                    |

| Numeri indovinati | Vincita netta (euro) |
| ----------------- | -------------------- |
| 6                 | 1000                 |
| 5                 | 100                  |
| 4                 | 10                   |
| 3                 | 2                    |

| Numeri indovinati | Vincita netta (euro) |
| ----------------- | -------------------- |
| 7                 | 1600                 |
| 6                 | 400                  |
| 5                 | 40                   |
| 4                 | 4                    |
| 0                 | 1                    |

| Numeri indovinati | Vincita netta (euro) |
| ----------------- | -------------------- |
| 8                 | 10000                |
| 7                 | 800                  |
| 6                 | 200                  |
| 5                 | 20                   |
| 0                 | 1                    |

| Numeri indovinati | Vincita netta (euro) |
| ----------------- | -------------------- |
| 9                 | 100.000              |
| 8                 | 2000                 |
| 7                 | 400                  |
| 6                 | 40                   |
| 5                 | 10                   |
| 0                 | 2                    |

| Numeri indovinati | Vincita netta (euro) |
| ----------------- | -------------------- |
| 0                 | 2                    |
| 5                 | 5                    |
| 6                 | 15                   |
| 7                 | 150                  |
| 8                 | 1.000                |
| 9                 | 20.000               |
| 10                | 1.000.000            |

### Probabilità di vincita per numeri giocati
| Numeri indovinati | Probabilità |
| ----------------- | ----------- |
| 1                 | 1 su 4,5    |

| Numeri indovinati | Probabilità |
| ----------------- | ----------- |
| 2                 | 1 su 21,1   |
| 1                 | 1 su 2,9    |

| Numeri indovinati | Probabilità |
| ----------------- | ----------- |
| 3                 | 1 su 103,1  |
| 2                 | 1 su 8,8    |

| Numeri indovinati | Probabilità |
| ----------------- | ----------- |
| 4                 | 1 su 527,4  |
| 3                 | 1 su 32     |
| 2                 | 1 su 5,6    |

| Numeri indovinati | Probabilità |
| ----------------- | ----------- |
| 5                 | 1 su 2.835  |
| 4                 | 1 su 129,6  |
| 3                 | 1 su 16     |
| 2                 | 1 su 4,2    |

| Numeri indovinati | Probabilità |
| ----------------- | ----------- |
| 6                 | 1 su 16.063 |
| 5                 | 1 su 573,7  |
| 4                 | 1 su 53,2   |
| 3                 | 1 su 10     |

| Numeri indovinati | Probabilità  |
| ----------------- | ------------ |
| 7                 | 1 su 96.380  |
| 6                 | 1 su 2.753,7 |
| 5                 | 1 su 199,5   |
| 4                 | 1 su 28,2    |
| 0                 | 1 su 6,2     |

| Numeri indovinati | Probabilità  |
| ----------------- | ------------ |
| 8                 | 1 su 615.349 |
| 7                 | 1 su 14.285  |
| 6                 | 1 su 828,1   |
| 5                 | 1 su 91,3    |
| 0                 | 1 su 8,2     |

| Numeri indovinati | Probabilità    |
| ----------------- | -------------- |
| 9                 | 1 su 4.204.885 |
| 8                 | 1 su 80.093,1  |
| 7                 | 1 su 3.772,5   |
| 6                 | 1 su 332,9     |
| 5                 | 1 su 49,7      |
| 0                 | 1 su 10,9      |

| Numeri indovinati | Probabilità     |
| ----------------- | --------------- |
| 0                 | 1 su 14,4       |
| 5                 | 1 su 30,5       |
| 6                 | 1 su 161        |
| 7                 | 1 su 1.348,1    |
| 8                 | 1 su 18.804,5   |
| 9                 | 1 su 486.565    |
| 10                | 1 su 30.963.246 |

### Numero Oro
Con il decreto del 19 giugno 2014, l'AAMS ha introdotto il "Numero Oro", che nella modalità connessa alle estrazioni del Lotto coincide con il primo estratto della ruota di Bari. La probabilità di indovinare 10 numeri estratti al 10eLotto e fra questi anche il Numero Oro è di 1 su 61 926 492,04; se ciò si verificasse, ed ipotizzando di aver effettuato la giocata minima di 2 euro (aggiungendo l'opzione Numero Oro il costo delle giocate raddoppia), si otterrebbe una vincita di 2 500 000 Euro.

## Lotto Più
"Lotto Più" è una nuova modalità di gioco del lotto lanciata ufficialmente il 23 maggio 2012.
Il giocatore del Lotto Più deve scegliere i suoi numeri e la ruota su cui puntare compilando un'apposita schedina dalla grafica semplice, disponibile in tagli predefiniti negli importi (3, 4 e 5 €) e nelle sorti che si possono giocare (dall'ambo fino alla cinquina a seconda dell'importo giocato).
I tre tipi di giocata offrono moltiplicatori di vincita più elevati rispetto alle stesse giocate effettuate al Lotto fino ad oggi; non è però possibile specificare la ripartizione dell'importo giocato fra le varie sorti: questa ripartizione è indicata fra le avvertenze sul retro delle schedine.
Nello specifico con la schedina da 3 € il giocatore sceglie solo 3 numeri puntando su ambo e terno ove il primo rende 270 volte la posta (anziché 250), mentre il secondo 5 000 volte la posta (anziché 4 500). In tal caso la vincita è superiore di circa 800 euro rispetto a quella realizzabile con una giocata tradizionale.
Con la schedina da 4 € il giocatore sceglie solo quattro numeri giocando su ambo, terno e quaterna. L'ambo rende 300 volte la posta (anziché 250), il terno 6000 volte la posta (anziché 4500) e la quaterna 210 000 volte la posta (anziché 120 000). I moltiplicatori in questo caso aumentano fino al 75% e la vincita massima è superiore di 119.000 € rispetto al Lotto tradizionale.
Infine, con la schedina da 5 € si possono giocare solo cinque numeri puntando anche sulla cinquina ove l'ambo rende 330 volte la posta (anziché 250), il terno 7000 volte la posta (anziché 4500), la quaterna 230 000 volte la posta (anziché 120 000) e la cinquina 8 milioni di volte la posta (anziché 6 milioni). In questo caso i moltiplicatori di vincita aumentano fino al 90% in più.
Per usufruire dei moltiplicatori speciali Lotto Più è necessario giocare solo con le schedine dedicate o richiedere espressamente al ricevitore una giocata Lotto Più.

## Ambetto
Una nuova sorte di gioco denominata "Ambetto" è stata introdotta a partire dal concorso del 5 settembre 2013. Si gioca scegliendo da 2 a 10 numeri compresi tra 1 e 90, e si vince se si centra uno dei numeri pronosticati in abbinamento con un numero precedente e/o successivo a uno degli altri numeri giocati.